# Procalyptis
Procalyptis is een geslacht van vlinders van de familie bladrollers (Tortricidae), uit de onderfamilie Tortricinae.

## Soorten
- P. albanyensis Strand, 1924
- P. parooptera (Turner, 1925)